# 菅井育美
菅井 育美（すがい いくみ、1993年10月8日 - ）は、日本の女優。096k熊本歌劇団所属。福島県福島市出身。

## 人物・来歴
趣味はバスケットボール、スノーボード。特技は梱包。
2014年より女優としての活動を始める。
2020年より096k熊本歌劇団に所属。

## 出演

### 舞台
2014年
- クジラの歌（小川役）
- 月光条例〜月光編〜（ミチル役）

2015年
- ミュージカル「The Blue Than Blue」
- N番目の神様：（作演出も担当）
- 月光条例〜カグヤ編〜（ミチル役／ネロ役）
- 魔法使いになる方法

2016年
- ヨビコー!!
- Maison de Memere〜幸せの紡ぎ方〜

2018年
- Weのために
- 焔の命〜女優の卵がテロリストになった訳〜（伊玖子役）

2019年
- 蛍
- トルツメの蜃気楼（川原役）
- ふたり、きりとり

2021年
- 前田慶次かぶき旅～肥後の虎・加藤清正～編（紅組：前田慶次役）

2022年
- 前田慶次かぶき旅 ～薩摩の鬼・島津～編（前田慶次役）

2024年
- 青少年のための純恋愛入門[1]

### 映画
2014年
- トイレのピエタ
- 忘れないと誓った僕がいた

2017年
- 本日貸し切り

### CM
2016年
- 花王 TV-CM
- クリエイト「バイト編」 TV-CM

2017年
- BOAT RACE振興会 TV-CM／広告
- 株式会社アルバイトタイムス「転職JOB」 TV-CM
- AC 交通遺児育英会 TV-CM
- LINE Pay 外貨両替 WEB-CM